# Reprezentacja Niemiec w hokeju na lodzie mężczyzn

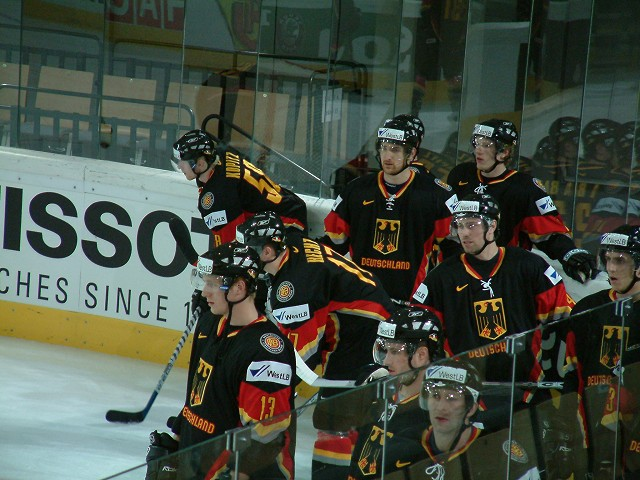
Reprezentanci Niemiec w 2005 roku

Męska reprezentacja Niemiec w hokeju na lodzie – kadra Niemiec w hokeju na lodzie mężczyzn.

## Historia
Reprezentacja Niemiec jest jedną z najstarszych reprezentacji narodowych na świecie. Swój pierwszy mecz rozegrała w 1910 roku. Grali na większości Mistrzostw Świata oraz na igrzyskach olimpijskich. Reprezentacja Niemiec w okresie 1941-1952 nie grała żadnych meczów międzynarodowych. Od 1952 roku istniały dwie oddzielne reprezentacje Republiki Federalnej Niemiec i NRD. Dopiero w 1991 obie reprezentacje się połączyły. Obecnie reprezentacja Niemiec należy do elity. W zorganizowanych przez siebie Mistrzostwach Świata w 2010 Niemcy dotarli do półfinału i ostatecznie zajęli 4. miejsce - najwyższe od 1953 roku. Od 2005 do maja 2011 roku trenerem kadry był jej były zawodnik Uwe Krupp. Jego następcą w latach 2011–2012 był Szwajcar Jakob Kölliker. We wrześniu 2012 roku selekcjonerem został Kanadyjczyk Pat Cortina. W lipcu 2015 trenerem i menedżerem generalnym został Marco Sturm.

## Udział na igrzyskach olimpijskich (Niemcy i RFN)
- 1928 – 9. miejsce
- 1932 – Brązowy medal
- 1936 – 5. miejsce
- 1952 – 8. miejsce
- 1956 – 6. miejsce
- 1960 – 6. miejsce
- 1964 – 7. miejsce
- 1968 – 7. miejsce
- 1972 – 7. miejsce
- 1976 – Brązowy medal
- 1980 – 10. miejsce
- 1984 – 5. miejsce
- 1988 – 5. miejsce
- 1992 – 6. miejsce
- 1994 – 7. miejsce
- 1998 – 9. miejsce
- 2002 – 8. miejsce
- 2006 – 10. miejsce
- 2010 – 11. miejsce
- 2014 – nie zakwalifikowali się
- 2018 – Srebrny medal
- 2022 – 10. miejsce

## Udział na mistrzostwach świata (Niemcy i RFN)
- 1930 – Srebrny medal
- 1931 – Nie uczestniczyli
- 1932 – Brązowy medal
- 1933 – 5. miejsce
- 1934 – Brązowy medal
- 1935 – 9. miejsce
- 1936 – 5. miejsce
- 1937 – 4. miejsce
- 1938 – 4. miejsce
- 1939 – 5. miejsce
- 1953 – Srebrny medal
- 1954 – 5. miejsce
- 1955 – 6. miejsce
- 1959 – 7. miejsce
- 1961 – 8. miejsce
- 1962 – 6. miejsce
- 1963 – 7. miejsce
- 1965 – 11. miejsce
- 1966 – 9. miejsce
- 1967 – 8. miejsce
- 1969 – 10. miejsce
- 1970 – 8. miejsce
- 1971 – 5. miejsce
- 1972 – 5. miejsce
- 1973 – 6. miejsce
- 1974 – 9. miejsce
- 1975 – 8. miejsce
- 1976 – 6. miejsce
- 1977 – 7. miejsce
- 1978 – 5. miejsce
- 1979 – 6. miejsce
- 1981 – 7. miejsce
- 1982 – 6. miejsce
- 1983 – 5. miejsce
- 1985 – 7. miejsce
- 1986 – 7. miejsce
- 1987 – 6. miejsce
- 1989 – 7. miejsce
- 1990 – 7. miejsce
- 1991 – 8. miejsce
- 1992 – 6. miejsce
- 1993 – 5. miejsce
- 1994 – 9. miejsce
- 1995 – 9. miejsce
- 1996 – 8. miejsce
- 1997 – 11. miejsce
- 1998 – 11. miejsce
- 1999 – 20. miejsce
- 2000 – 17. miejsce
- 2001 – 8. miejsce
- 2002 – 8. miejsce
- 2003 – 6. miejsce
- 2004 – 9. miejsce
- 2005 – 15. miejsce
- 2006 – 17. miejsce
- 2007 – 9. miejsce
- 2008 – 10. miejsce
- 2009 – 15. miejsce
- 2010 – 4. miejsce
- 2011 – 7. miejsce
- 2012 – 12. miejsce
- 2013 – 9. miejsce
- 2014 – 14. miejsce
- 2015 – 10. miejsce
- 2016 – 7. miejsce
- 2017 – 8. miejsce
- 2018 – 11. miejsce
- 2019 – 6. miejsce
- 2021 – 4. miejsce
- 2022 – 7. miejsce
- 2023 – Srebrny medal
- 2024 – 6. miejsce

## Zastrzeżone numery
Ku czci kilku zawodników zostały zastrzeżone ich numery w reprezentacji Niemiec.
- 4 – Udo Kießling
- 14 – Erich Kühnhackl
- 20 – Robert Dietrich
- 23 – Dieter Hegen
- 80 – Robert Müller